# I Did It
«I Did It» (с англ. — «Я сделал это») ― песня американского продюсера DJ Khaled при участии рэперов Post Malone, Megan Thee Stallion, Lil Baby и DaBaby. Она была представлена на американском радио 1 июня 2021 года в качестве четвёртого сингла с двенадцатого студийного альбома DJ Khaled Khaled Khaled.

## История
Перед выпуском альбома DJ Khaled заявил, что песня станет гимном.
В песне использованы семплы сингла «Layla» группы Derek and the Dominos, в частности гитарный рифф в исполнении Дуэйна Оллмана.

## Критика
Крис Де Вилль из Stereogum поместил сингл на 11 место в своём рейтинге песен с альбома Khaled Khaled, заявив: Теоретически, в этом треке собрались одни звезды рэпа в купе с знаменитым риффом из песни «Layla», что должно было вылиться во что-то потрясающее. Но неуклюжий, брызжущий ритм убирает всю драматичность классического риффа Дуэйна Оллмана, а текст звучит как формальность. Хуже всего то, что Post Malone здесь неузнаваем и не запоминается.
Робин Мюррей из Clash написал, что песня обеспечивает настоящий золотой момент, назвав её пламенной командой. Люк Фокс из Exclaim! назвал песню неотразимой и сказал, что каждый исполнитель по очереди выплёскивает быстрые, пропитанные индивидуальностью, куплеты.

## Чарты
| Чарт (2021)                           | Высшая позиция |
| ------------------------------------- | -------------- |
| Австралия (ARIA)                      | 99             |
| Канада (Billboard Canadian Hot 100)   | 22             |
| Мир (Billboard Global 200)            | 33             |
| Ирландия (IRMA)                       | 48             |
| Литва (AGATA)                         | 78             |
| Новая Зеландия (RMNZ)                 | 7              |
| Норвегия (VG-lista)                   | 39             |
| Португалия (AFP)                      | 106            |
| Швеция (Sverigetopplistan)            | 50             |
| Швейцария (Schweizer Hitparade)       | 85             |
| Великобритания (OCC UK Singles)       | 53             |
| США (Billboard Hot 100)               | 43             |
| США (Billboard Hot R&B/Hip-Hop Songs) | 17             |
| США (Billboard Pop Airplay)           | 28             |
| США (Billboard Rhythmic)              | 20             |
| США (Rolling Stone Top 100)           | 17             |